# Beroe-Stadion
Das Beroe-Stadion (bulgarisch Стадион „Берое“) ist ein Fußballstadion mit Leichtathletikanlage in der bulgarischen Stadt Stara Sagora. Der Spitzname des Stadions ist „Der Tempel“. Die Anlage ist die Heimspielstätte des Fußballclubs Beroe Stara Sagora und bietet 12.128 Sitzplätze.

## Geschichte
Der Bau der Sportstätte begann im Frühjahr 1955 und wurde am 4. April 1959 feierlich durch Atanas Dimitrov eingeweiht. Das Stadion liegt im Nordwesten Stara Sagoras im Sport Komplex Beroe. Zu dem Komplex gehören z. B. drei weitere Fußballplätze, eine Tennisanlage mit zehn Plätzen, eine Leichtathletikhalle und weitere Sportstätten wie je eine Halle für Tischtennis, Boxen, Turnen und Futsal.  
Das Stadion besteht aus der doppelstöckigen, überdachten Haupttribüne und einem umlaufenden Tribünenrang. Die Leichtathletikanlage erfüllt die Vorschriften des Weltverbandes IAAF. Die Flutlichtanlage erreicht eine Leistung von 1.500 Lux und die Kunststoffsitze sind in den Vereinsfarben weiß und grün gehalten, außerdem hat das Stadion eine neue 32 m² große Anzeigetafel.
2015 wurden im Stadion Spiele der U-17-Fußball-Europameisterschaft ausgetragen, darunter auch ein Halbfinale. Im Juni soll die 2. Liga der Leichtathletik-Team-Europameisterschaft 2021 im Beroe-Stadion stattfinden.